# 梁士詒內閣
梁士詒內閣成立於民國10年（1921年）12月24日，結束於民國11年（1922年）1月25日。
舊交通系領袖梁士詒扳倒靳雲鵬內閣後取而代之組閣，但是直系的吳佩孚和梁士詒不和，梁士詒的親日親奉的政治主張成為吳佩孚的攻擊對象。上任僅僅一個月，梁士詒就因此請假去職，由外交總長顏惠慶代理。
梁士詒告假後直奉矛盾愈發激烈，爆發第一次直奉戰爭，梁士詒逃往日本暫避，至1922年5月5日戰爭結束後方被正式免職。

## 內閣成員
| 職位     | 姓名   | 備注                 |
| -------- | ------ | -------------------- |
| 國務總理 | 梁士詒 |                      |
| 外交總長 | 顏惠慶 |                      |
| 內務總長 | 高凌霨 |                      |
| 財政總長 | 張弧   |                      |
| 陸軍總長 | 鮑貴卿 |                      |
| 海軍總長 | 李鼎新 |                      |
| 司法總長 | 王寵惠 |                      |
| 司法總長 | 董康   | 署理，王寵惠未到任前 |
| 教育總長 | 黃炎培 | 沒有到任             |
| 教育總長 | 齊耀珊 | 署理，兼任           |
| 農商總長 | 齊耀珊 |                      |
| 交通總長 | 葉恭綽 |                      |